# Xyloplax medusiformis
Xyloplax medusiformis är en sjöstjärneart som beskrevs av Baker, Rowe och Clark 1986. Xyloplax medusiformis ingår i släktet Xyloplax, ordningen Xyloplacidae, klassen sjöstjärnor, fylumet tagghudingar och riket djur.
Artens utbredningsområde är havet kring Nya Zeeland. Inga underarter finns listade i Catalogue of Life.